# Laurent Beauvais
Pour les articles homonymes, voir Beauvais.
Laurent Beauvais, né le 24 juin 1952 à Nogent-le-Rotrou (Eure-et-Loir), est un homme politique français, dernier président du conseil régional de Basse-Normandie.

## Biographie

### Parcours politique dans l'Orne
Fils d'un technicien en insémination en milieu rural, il grandit dans une famille mendésiste à Évreux puis à Mortrée près d'Argentan. Après des études secondaires au collège du Paty d'Argentan et au lycée Mézeray, il obtient une maîtrise ès sciences économiques à l'université de Caen, est diplômé de l'Institut d'études politiques de Paris, section Politique économique et sociale en 1976, et d'un DEA d'économie en 1978 à Paris-Dauphine où il compte Jacques Attali et Jacques Delors parmi ses enseignants.
Engagé à 21 ans au Parti socialiste, il entre à 24 ans au conseil municipal de Mortrée en 1977. L'année suivante, après quelques mois à la DATAR, il entre à la Délégation générale de la recherche scientifique et technique.
Il entre au ministère de la Recherche en 1981 auprès de Jean-Pierre Chevènement comme membre du comité exécutif du colloque national Recherche et technologies puis adjoint au chef de services aux Affaires régionales. Il demeure au ministère lorsque Laurent Fabius prend le portefeuille. Il est nommé secrétaire général du Conseil supérieur de la recherche et de la technologie en 1983, puis adjoint au secrétaire général du Cirad en 1987.
Ingénieur de recherche au CNRS, il intègre le cabinet du ministre socialiste de la Recherche, Hubert Curien, comme conseiller technique en juin 1988, puis en tant que chef de cabinet de 1991 à 1993.
En 1989, il ne se représente pas aux municipales à Mortrée pour participer à la conquête par la gauche d'Argentan sur la liste du ministre radical François Doubin, et devient adjoint au maire.
Après les législatives de 1993, il retrouve le CNRS, comme directeur administratif de l’IN2P3 jusqu'en 1997, puis secrétaire général au GANIL à Caen, à partir de 1997.
Conseiller régional d'opposition en 1998, il est élu à la tête de la communauté de communes d'Argentan en avril 2001 mais échoue aux élections législatives de 1997 et 2002 dans la troisième circonscription de l'Orne. Il devient vice-président de la Région Basse-Normandie en 2004, chargé de l’Éducation, de l’enseignement supérieur et de la Recherche, à la faveur de la victoire socialiste sous la direction de Philippe Duron.

### Président de la Région Basse-Normandie

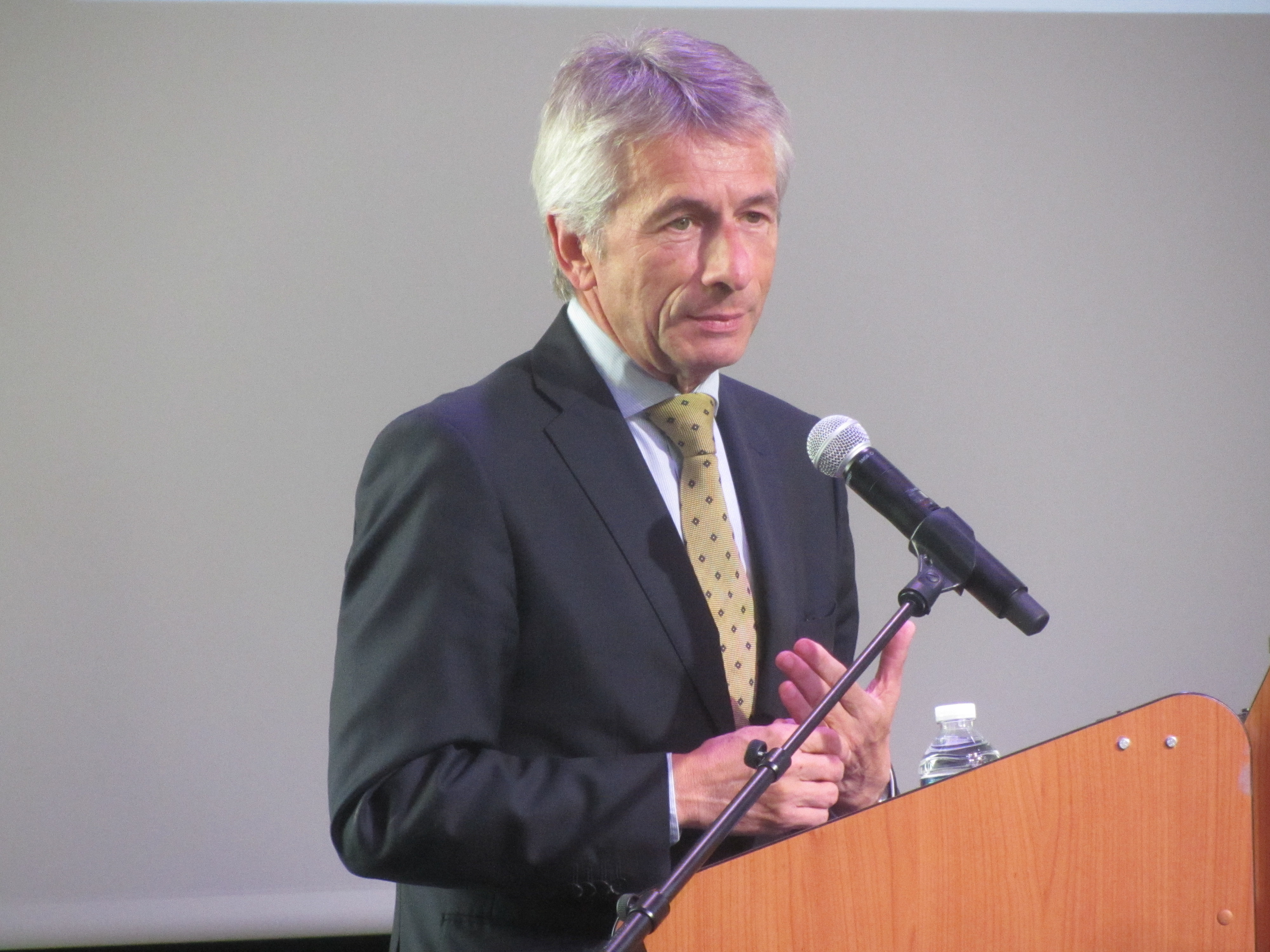
Laurent Beauvais, lors de la clôture des Assises nationales de la médiation numérique, à la MRI de Caen, le 10 octobre 2015.

Il est propulsé à la tête de la région en 2008,, par la démission pour cumul de mandat (avec la mairie de Caen) de Philippe Duron, après en être devenu en novembre 2007 vice-président,.
Il sillonne la région, négocie avec la SNCF pour l'amélioration des lignes bas-normandes en refusant de lui verser durant deux mois la subvention régionale. Il réussit à obtenir l'organisation des Jeux équestres mondiaux de 2014 en Basse-Normandie.
« Remplaçant du remplaçant, jamais élu sur son nom », il gagne en légitimité par la victoire le 26 mars 2010 de l'union de la gauche au second tour des régionales de 2010 donnant à sa liste la majorité absolue,. Reconduit à la tête de la Basse-Normandie, il porte le 70e anniversaire du Débarquement de Normandie et le rétablissement du caractère maritime du Mont-Saint-Michel comme président du syndicat mixte. Il intensifie les coopérations interrégionales, avec la Bretagne pour le désensablement de la baie du Mont-Saint-Michel, avec les Pays de la Loire pour la filière équine, avec la Haute-Normandie dans le cadre du projet de réunification.
Alors que la Basse et Haute Normandies fusionnent en 2015, il laisse la tête de liste régionale à son homologue haut-normand, Nicolas Mayer-Rossignol pour les élections régionales de décembre 2015.
Il revendique les actions régionales sur l'emploi, en soutenant les entreprises en difficulté ou en mutation (Faurecia à Flers, Renault Trucks à Blainville-sur-Orne et Aim à Villedieu-les-Poêles malgré la fermeture d'usines comme Honeywell à Condé-sur-Noireau), la mise en place de pôles de santé en milieu rural contre la désertification médicale et la création d’une faculté de médecine à Caen, le renforcement de Caen comme capitale universitaire normande, l'aide à l'agriculture par le soutien des circuits-courts, de la filière bio, et la diversification des cultures, la politique numérique autour des espaces publics numériques et du très haut débit, le vote du schéma régional éolien et la défense des parcs naturels. Pour le rail, dont il avait fait une priorité d'actions, il considère avoir permis de sauver la ligne Paris-Granville,.
Laurent Beauvais a été délégué national du PS pour les questions d’innovation ; élu au bureau de l'association des régions de France en avril 2010, il en préside la commission « Enseignement supérieur, Recherche et Innovation » et représente les régions au Conseil stratégique de la recherche depuis 2014.

### Depuis 2016
Il est nommé conseiller maître en service extraordinaire à la Cour des comptes par le gouvernement, le 13 janvier 2016,, une manière pour Manuel Valls, selon la presse, de récompenser un fidèle après la défaite de la liste socialiste aux élections régionales,. Il reste conseiller régional d'opposition.
Il soutient en 2017 Manuel Valls à la primaire socialiste puis appelle à voter Emmanuel Macron au premier tour de la présidentielle 2017.
Demeuré conseiller municipal d'Argentan et président sortant d'Argentan Intercom, il se retire de la liste du maire sortant Frédéric Leveillé des municipales d'Argentan, tous deux souhaitant briguer la présidence de la communauté de communes.